# Ентърпрайз (NX-01)
Вижте пояснителната страница за други значения на Ентърпрайз.
Ентърпрайз NX-01 е космически кораб от сериала Стар Трек: Ентърпрайз. Командван е от капитан Джонатан Арчър.

## История
Влязъл в употреба през 2151, Ентърпрайз NX-01 е първият космически кораб от клас NX – изследователски кораби на Звездния флот с теоретичен максимум на скоростта от 5 светлинна.
Ентърпрайз картографира неизследвани дотогава райони на космоса и установява контакт с десетки нови цивилизации.

## Технология
Ентърпрайз е въоръжен с фазови оръдия и фотонни торпеда. За разлика от по-късно разработените кораби, използващи енергийни щитове, дураниевия корпус на този Ентърпрайз е защитен чрез електромагнитна поляризация.
Въпреки че Ентърпрайз NX-01 е първият кораб, на който е разрешено да използва транспортьора за телепортиране на биологичен материал, екипажът се отнася с недоверие към изобретението и го използва само в спешни случаи. Вместо това те се придвижват със совалки.

## Старши офицери
- Командващ офицер – Джонатан Арчър
- Първи офицер / Научен офицеп – Командир Т'Пол
- Главен инженер – Лейтенант Чарлс Тъкър III / Лт. Командир Келби
- Главен лекар – Доктор Флокс
- Тактически офицер – Лейтенант Малкълм Рийд
- Офицер на мостика – Мичман Травис Мейуедър
- Офицер по комуникациите – Мичман Хоши Сато

- ВКОО командир – Майор Хейс (2153 – 54)